# Thomas Anderson (regatista)
Thomas James Anderson (24 de julio de 1939-28 de julio de 2010) fue un deportista australiano que compitió en vela en la clase Dragon. Fue hermano del también regatista John Anderson.
Participó en dos Juegos Olímpicos de Verano en los años 1968 y 1972, obteniendo una medalla de oro en Múnich 1972, en la clase de Dragon.

## Palmarés internacional
| Juegos Olímpicos | Juegos Olímpicos | Juegos Olímpicos | Juegos Olímpicos |
| Año              | Lugar            | Medalla          | Clase            |
| ---------------- | ---------------- | ---------------- | ---------------- |
| 1972             | Múnich (RFA)     | Medalla de oro   | Dragon           |